# Aeroportul Dallas Executive
Aeroportul Dallas Executive (IATA: RBD, ICAO: KRBD, FAA LID: RBD) este un aeroport din Dallas, Comitatul Dallas, Texas, Texas, Statele Unite ale Americii. Aeroportul a fost tranzitat în 2019 de 10 pasageri.
Situat la o altitudine de 201 m, aeroportul dispune de 2 piste. Este operat de Dallas.

## Infrastructură

### Piste
Aeroportul dispune de 2 piste. Pista 13/31 are suprafața de beton și dimensiunile 6.451 picioare × 100 picioare. Pista 17/35 are suprafața de beton și dimensiunile 3.800 picioare × 150 picioare. 